# Stanislav Procházka (biolog)
Stanislav Procházka (25. listopadu 1940 Střílky – 18. února 2025) byl český botanik a vysokoškolský učitel, v letech 1986 až 1991 a opět v letech 2000 až 2006 rektor Vysoké školy zemědělské v Brně.

## Životopis
Absolvoval Střední zemědělsko-technickou školu v Rožnově pod Radhoštěm. V roce 1963 dále absolvoval studium na Agronomické fakultě Vysoké školy zemědělské v Brně.
V roce 1986 se ujal funkce rektora Vysoké školy zemědělské v Brně, když ve funkci vystřídal Vlastimila Baruše. Funkci rektora zastával až do ledna 1991, kdy jej nahradil Boris Hruška. Opětovně se však rektorem stal v únoru 2000 jako nástupce Pavla Jelínka. Ve funkci setrval po dvě volební období do ledna 2006, kdy se jeho nástupcem ve funkci stal Jaroslav Hlušek. Po dvě funkční období navíc Procházka vykonával funkci prorektora a jedno volební období zastával funkci proděkana Agronomické fakulty Mendelovy univerzity. Na této fakultě navíc vedl Ústav botaniky a fyziologie rostlin.
V rámci své odborné činnosti se zaměřoval na experimentální morfologii a fyziologii rostlin. Profesorský titul získal právě v oboru fyziologie rostlin. Byl členem Americké botanické společnosti, Evropské společnosti pro agronomii nebo České akademie zemědělských věd.
Za svou kariéru obdržel různá ocenění. V roce 2004 mu byl udělen čestný doktorát na Slovenské zemědělské univerzitě v Nitře, v roce 2019 obdržel medaili Mendelovy univerzity za dlouhodobou a úspěšnou činnost v její prospěch a v roce 2023 byl jmenován emeritním profesorem. Stanislav Procházka zemřel v únoru 2025 po dlouhé těžké nemoci ve věku 84 let. Poslední rozloučení proběhlo v krematoriu v Brně.